# Breitfeldgraben (Aalenbach)
Der Breitfeldgraben ist ein knapp einen Kilometer langer Bach im Gebiet der Kleinstadt Vellberg im Landkreis Schwäbisch Hall im nördlichen Baden-Württemberg, der nach heute recht geradem östlichen Lauf nahe dem Aussiedlerhof Sonnenhof von links in den Aalenbach mündet.

## Geographie

### Verlauf
Der Breitfeldgraben entsteht an der Ostseite der Bahnstrecke Crailsheim–Heilbronn an der Grenze der Stadtteilgemarkungen von Großaltdorf im Norden und Vellberg im Süden, wo rechtsseits das Gewerbegebiet nördlich des früheren Vellberger Bahnhofs angrenzt. Dort beginnt auf etwa 383 m ü. NHN ein entlang der Gemarkungsgrenze ostwärts ziehender Graben, der erst nur sporadischen Bewuchs am Ufer zeigt und dann in ein kleines Ufergehölz entlang einer Speditionshalle im Süden verläuft, bis er nach etwa 300 Metern die L 1040 Großaltdorf–Talheim quert.
Jenseits der Straße läuft er zwischen Äckern mit wieder nur sporadischem Bewuchs weiter ostwärts, kurz auch der Erschließungsstraße des Sonnenhofes entlang, der dann linksseits ans Ufer grenzt und um dem wohl als Windschutz um diesen Aussiedlerhof angepflanzte Bäume in dichterer Folge am Ufer stehen. Auf den letzten etwa hundert Metern seines Laufes durchquert der Breitfeldgraben zwischen fast kahlen Ufern das Wiesengelände neben dem kleinen Fluss und mündet dann auf etwa 366 m ü. NHN von rechts in den Aalenbach, der etwa dort aus seinem mittleren in den unteren Laufabschnitt wechselt.
Der Breitfeldgraben ist etwa 0,9 km lang, fällt auf seinem Weg um etwa 17 Höhenmeter und hat damit ein mittleres Sohlgefälle von ungefähr 19 ‰. Er hat keinerlei offene Zuflüsse.

### Einzugsgebiet
Der Breitfeldgraben hat ein etwa 0,5 km² großes Einzugsgebiet. Es liegt, naturräumlich gesehen, im Unterraum Vellberger Bucht der Hohenloher und Haller Ebene. Es erstreckt sich von den Gipfeln der über einen Sattel verbundenen Gipskeuper-Höcker Almersberg (wenig über 405 m ü. NHN) im Westen und Äulesberg (432,8 m ü. NHN) im Westsüdwesten etwa 1,4 km weit nach Osten bis zur Mündung und ist quer dazu maximal etwa 0,5 km breit.
Im Norden grenzt das Einzugsgebiet eines namenlosen kleineren Grabens unmittelbar oberhalb zum Aalenbach an. Im Gebiet jenseits der durch die zwei Erhebungen dort stärker ausgeprägten nordwestlichen, westlichen und südwestlichen Wasserscheide fließen von oberhalb des Binsenwiesenbachs bis hinauf zur Talwüstung Rappolden kleinere und namenlose Hangbäche und -gerinne von rechts dem Aalenbach-Vorfluter Bühler zu, Im Süden fließt ein weiterer kurzer unbenannter Graben wiederum östlich zum Aalenbach.     
Der Anteil links des Bachlaufs liegt auf der Stadtteilgemarkung Großaltdorf und umfasst überwiegend dessen Gewann Breitfeld, derjenige rechts des Laufs sowie das gewässerlose obere Einzugsgebiet westlich der Bahnlinie bis auf die zwei Erhebungen hinauf auf der zentralen Stadtteilgemarkung von Vellberg. Außer dem Gewerbegebiet am Ursprung und dem mündungsnahen Großaltdorfer Aussiedlerhof Sonnenhof ist es unbesiedelt und wird überwiegend landwirtschaftlich genutzt.

## Geologie
Der Breitfeldgraben entspringt, läuft und mündet im Lettenkeuper (Erfurt-Formation). Die das obere Einzugsgebiet nach Westen begrenzenden Hügel Almersberg (wenig über 405 m ü. NHN) und Äulesberg (432,8 m ü. NHN) mitsamt ihren diesseitigen Abhängen liegen im Gipskeuper (Grabfeld-Formation). Am diesseitigen Almersberg-Hang gibt es einen sehr kleinen eingestellten Gipsabbau, am jenseitigen des Äulesbergs scheint ein großer Gipsbruch mit hohem Profil heute (2020) eingestellt zu sein.

## Natur und Schutzgebiete
Der unmittelbar an der Bahnlinie beginnende Bachgraben zeigt heute einen sehr geradlinigen Verlauf in Richtung Osten, während er auf einer Karte vom 1937 noch drei auffällige Ecken im Verlauf zeigte; er umfloss wohl damals schon in gezogenem Graben ein damals noch kleineres Grundstücksrechteck. An der Nordseite eines großen Hallengebäudes am Rand des Industriegebietes zieht er heute in einer Feldhecke. Nach Unterqueren der L 1040 stehen nur sehr sporadisch Bäume am Lauf, erst wieder an der Umfriedung des an der linken Seite des Laufs liegenden Sonnenhof-Anwesens in kurz dichterer Folge.
Am diesseitigen Abhang unter dem Sattel zwischen Almersberg und Äulesberg steht eine kleine Feldhecke, an dem des Almersberg eine Waldinsel. Eine nur kleine steht auch am Abhang des Äulesberg, dessen stark von der anderen Seite abgegrabener Gipfel ein lockeres Wäldchen trägt. Ausgenommen vom Industriegebiet zwischen Bahnlinie im Westen und Landesstraße im Osten sowie einer an der Nordseite des Bachs an es anschließenden Lagerfläche wird das übrige Einzugsgebiet landwirtschaftlich genutzt.

### LUBW
Amtliche Online-Gewässerkarte mit passendem Ausschnitt und den hier benutzten Layern: Lauf und Einzugsgebiet des Breitfeldgrabens

Allgemeiner Einstieg ohne Voreinstellungen und Layer: Daten- und Kartendienst der Landesanstalt für Umwelt Baden-Württemberg (LUBW) (Hinweise)
1. 1 2 3 4  Höhe nach dem Höhenlinienbild auf dem Hintergrundlayer Topographische Karte.
2. ↑  Länge nach dem Layer Gewässernetz (AWGN).
3. ↑  Einzugsgebiet abgemessen auf dem Hintergrundlayer Topographische Karte.
4. 1 2  Höhe nach grauer Beschriftung auf dem Hintergrundlayer Topographische Karte.
5. ↑  Natur teilweise nach dem Layer Biotop.

### Andere Belege
1. ↑  Wolf-Dieter Sick: Geographische Landesaufnahme: Die naturräumlichen Einheiten auf Blatt 162 Rothenburg o. d. Tauber. Bundesanstalt für Landeskunde, Bad Godesberg 1962. → Online-Karte (PDF; 4,7 MB)
2. ↑  Geologie nach den Layern zu Geologische Karte 1:50.000 auf: Mapserver des Landesamtes für Geologie, Rohstoffe und Bergbau (LGRB) (Hinweise)
3. ↑  Alter Verlauf nach: Meßtischblatt 6825 Ilshofen von 1937 in der Deutschen Fotothek